# Brunna, Upplands-Bro kommun
Brunna är en bebyggelse i Upplands-Bro kommun, omkring 3 kilometer norr om centralorten Kungsängens centrum. Vid SCBs avgränsning 2023 klassades bebyggelsen som sammanväxt med tätorten Kungsängen som då gavs namnet Kungsängen-Brunna.
Orten består till större delen av bostadshus uppförda från och med 1970-talet öster om Granhammarsvägen, i anslutning till Brunnaavfarten vid E18. I södra delen av Brunna ligger punkthusbebyggelse, medan de norra delarna huvudsakligen har villa- och radhusbebyggelse. Väster om Granhammarsvägen ligger ett större industriområde där bland annat ICA har ett lager och söder om E18 ligger Örnäs gård vid Örnässjön, med Örnäs gamla konservfabrik.
I Brunna finns grundskolorna Hagnässkolan (åk 4-9), Brunnaskolan (åk F-3) och Källskolan (åk 1-9).
Regementet Livgardet, vilket utbildar värnpliktiga och utlandssoldater, är förlagt strax norr om Brunna.

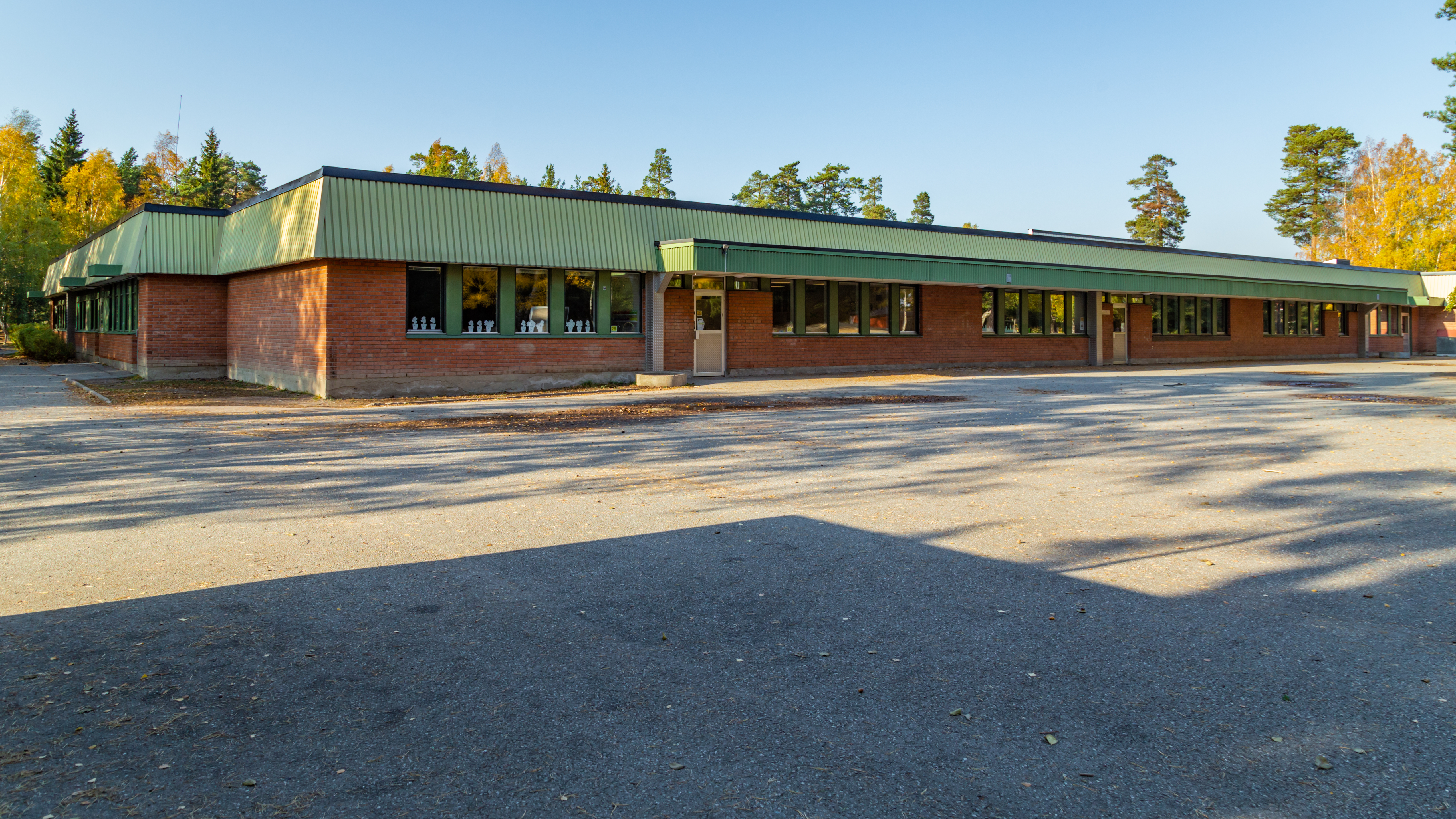
Brunnaskolan
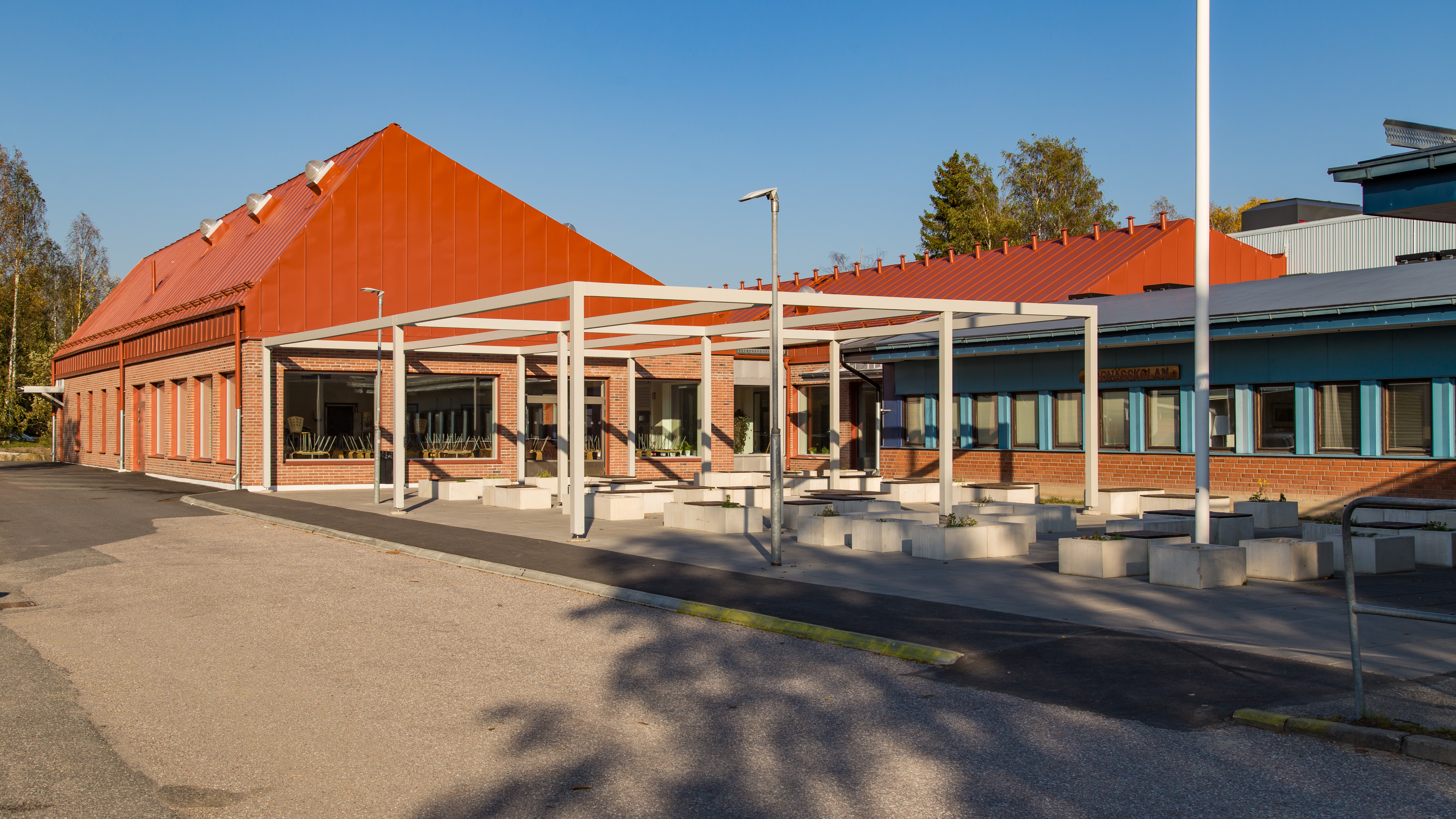
Hagsnässkolan

## Befolkningsutveckling
| Befolkningsutvecklingen i Brunna 1975–2020 | Befolkningsutvecklingen i Brunna 1975–2020 | Befolkningsutvecklingen i Brunna 1975–2020 | Befolkningsutvecklingen i Brunna 1975–2020 | Befolkningsutvecklingen i Brunna 1975–2020 |
| ------------------------------------------ | ------------------------------------------ | ------------------------------------------ | ------------------------------------------ | ------------------------------------------ |
|                                            |                                            |                                            |                                            |                                            |
| År                                         |                                            |                                            | Folkmängd                                  | Areal (ha)                                 |
| 1975                                       | 1975                                       |                                            | 1 573                                      |                                            |
| 1980                                       | 1980                                       |                                            | 3 032                                      |                                            |
| 1990                                       | 1990                                       |                                            | 4 206                                      | 167                                        |
| 1995                                       | 1995                                       |                                            | 4 200                                      | 169                                        |
| 2000                                       | 2000                                       |                                            | 4 086                                      | 173                                        |
| 2005                                       | 2005                                       |                                            | 3 861                                      | 175                                        |
| 2010                                       | 2010                                       |                                            | 3 925                                      | 177                                        |
| 2015                                       | 2015                                       |                                            | 3 948                                      | 224                                        |
| 2020                                       | 2020                                       |                                            | 4 033                                      | 354                                        |
| Anm.: Ny tätort 1975                       |                                            |                                            |                                            |                                            |